# Ahmed Gaafar
Ahmed Gaafar (Arabe: أحمد جعفر) est un footballeur égyptien né le 21 décembre 1985 à El-Bagour dans le gouvernorat de Monufia. Il évolue au poste de buteur au Zamalek SC.

## Carrière
Lors de la saison 2008-2009, Gaafar inscrit 11 buts pour le club d'Itesalat. Il attire donc le géant égyptien Zamalek SC qu'il le recrute malgré la lourde concurrence à l'époque au poste de buteur d'Amr Zaki, l'ivoirien Abou Koné et de l'algérien Mohamed Amine Aoudia. Malgré cela, Gaafar reste le premier choix de  Hossam Hassan. Il finit deuxième meilleur buteur avec 11 buts du club derrière Shikabala (13 buts). Le 23 avril 2012, il révèle que plusieurs clubs européennes (Beşiktaş JK et RSC Anderlecht) s'intéressent à lui.

## Équipe nationale
En 2013, il est convoqué pour la première fois pour le match de qualification au mondial 2014 face au Zimbabwe.